# Guatteria rigida
Guatteria rigida este o specie de plante angiosperme din genul Guatteria, familia Annonaceae, descrisă de Robert Elias Fries. Conform Catalogue of Life specia Guatteria rigida nu are subspecii cunoscute.